# 朱粲
朱 粲（しゅ さん）は、隋末唐初に割拠した群雄の一人。

## 生涯
本貫は亳州城父県（現在の安徽省亳州市譙城区城父鎮）。はじめ隋の県佐史となった。大業年間に従軍し、長白山（現在の山東省に属し、吉林省の長白山と別物）で農民叛乱を討伐したが、亡命して盗賊となり、「可達寒賊」を号し、迦楼羅王を自称して、衆十万を集めた。淮水を渡って竟陵・沔陽を屠り、山南を略奪しながら転々とした。楚の皇帝の号を僭称し、昌達と建号した。南陽を攻めて陥落させた。
昌達4年（618年）、山南撫慰使の馬元規と冠軍で戦って敗れた。残軍を糾合して再び勢力は復活し、衆二十万を号した。朱粲は落とした州県の蔵の粟を食らい、転々として拠点が定まらなかった。その麾下の部衆もまともな生業をせず、もっぱら略奪をこととした。やがて軍中が飢え、死者が出るようになると、子どもを拉致しては蒸して食べるようになった。やがて朱粲の徒はカニバリズムの味を覚えてむしろ奨励するようになり、婦人や子どもを煮ては食べ、また税は諸城が痩せ細るまでに重く課した。隋の著作佐郎の陸従典や通事舎人の顔愍楚（顔之推の子）が南陽に逃れてきたとき、朱粲は彼らを初めは賓客として扱ったが、後に両者ともに食いつくした。近隣の諸城は恐れて、みな逃げ散った。
昌達5年（619年）、顕州の楊士林と田瓚が起兵して朱粲を攻撃し、淮源で戦った朱粲は大敗した。菊潭まで逃れた朱粲は唐に遣使して降伏を願い出た。高祖李淵は前御史大夫の段確を散騎常侍としてその応接をさせた。酔った段確は「君は人間をたくさん料理したそうだが、味のほうはどうかな？」と戯れに朱粲に訊いた。朱粲は「酒を嗜んだ人間は、ちょうど粕漬けの豚に似た味がいたします」と答えた。驚いた段確は「狂賊め、朝廷に帰順したのは一奴のみだった。また人を食らうか」と罵った。後難を恐れた朱粲は段確を取り抑え、その従者数十人とともに煮て、側近たちに振舞った。そのまま菊潭を屠り、王世充の元に逃れ、龍驤大将軍に任命された。
武徳4年（621年）、李世民らが東都を平定すると、洛水の上で斬られた。士庶は争ってその屍体に瓦礫を投げ打ち、瞬時のうちに墓の盛り土のようになったという。

## 伝記資料
- 『旧唐書』巻56 列伝第6「朱粲伝」
- 『新唐書』巻87 列伝第12「朱粲伝」